# Michael Foster (calciatore)
Michael Foster (5 settembre 1985) è un calciatore papuano, centrocampista dell'Hekari United.

## Carriera

### Club
Ha giocato nella massima serie del campionato papuano con Gigira Laitepo, Hekari United ed Eastern Stars.

### Nazionale
Con la Nazionale papuana ha preso parte a partite dei Giochi del Pacifico e di qualificazioni ai Mondiali 2014.

## Palmarès

### Club

#### Competizioni nazionali
- Campionato di calcio della Papua Nuova Guinea: 1

Hekari United: 2009-2010

#### Competizioni internazionali
- OFC Champions League: 1

Hekari United: 2009-2010